# Klasyczny promień elektronu
Klasyczny promień elektronu – stała fizyczna znana również jako promień Lorentza lub długość rozpraszania Thomsona. Wartość opiera się na klasycznym założeniu, że masa elektronu pochodzi z energii jego pola elektrostatycznego. Jego wartość wynosi:
{\displaystyle r_{\mathrm {e} }={\frac {1}{4\pi \epsilon _{0}}}{\frac {e^{2}}{m_{e}c^{2}}}=2{,}817\,940\,3205(13)\times 10^{-15}\,\mathrm {m} }
gdzie:
- {\displaystyle e} – ładunek elektronu,
- {\displaystyle m_{e}} – masa elektronu,
- {\displaystyle c} – prędkość światła w próżni,
- {\displaystyle \epsilon _{0}} – przenikalność elektryczna próżni.

## Historia
J.J. Thomson zauważył w roku 1881, że pole elektromagnetyczne poruszającej się ruchem jednostajnym z prędkością {\displaystyle v} cząstki naładowanej niesie energię kinetyczną równą:
{\displaystyle E_{\mathrm {elm} }={\frac {f}{4\pi \epsilon _{0}}}{\frac {e^{2}}{Rc^{2}}}{\frac {v^{2}}{2}},}
gdzie {\displaystyle R} jest promieniem cząstki, zaś {\displaystyle f} pewną stałą rzędu jedności, zależną od rozkładu ładunku elektrycznego wewnątrz cząstki. Pole zachowuje się więc, jakby miało masę bezwładną
{\displaystyle m_{\mathrm {elm} }={\frac {f}{4\pi \epsilon _{0}}}{\frac {e^{2}}{Rc^{2}}}.}
Cząstka naładowana będzie się więc zachowywała, jakby jej masa była sumą jej „własnej” masy {\displaystyle m_{0}} i obliczonej powyżej „masy elektromagnetycznej”
{\displaystyle m_{\mathrm {obs} }=m_{0}+m_{\mathrm {elm} }.}
Kuszące teoretycznie było w tej sytuacji założenie, że cała masa elektronu (który wówczas jeszcze był obiektem hipotetycznym – „atomem elektryczności”) jest pochodzenia elektromagnetycznego, czyli postawienie w ostatnim wzorze {\displaystyle m_{0}=0.} Znając, zmierzone później, masę i ładunek elektronu, i pomijając stałą f otrzymano wyrażenie na promień elektronu, które do czasu rozwinięcia teorii kwantów uważano za poprawne, co do rzędu wielkości, oszacowanie jego rozmiarów.

## Znaczenie
Wprawdzie obecnie wiadomo, że obliczony tak „promień elektronu” ma niewiele wspólnego z jego rzeczywistymi rozmiarami, a elektron (a ściślej rozkład ładunku w elektronie) eksperymentalnie wydaje się być punktowy, to ta szczególna kombinacja stałych fizycznych pojawia się w wielu wzorach (np. na rozpraszanie Comptona). Dlatego pojęcie klasycznego promienia elektronu nadal funkcjonuje w fizyce, a wartość tej stałej jest mierzona i tablicowana.
Stała ta wyznacza także skalę odległości, poniżej której pola elektronu nie można już traktować jak pola klasycznej cząstki, a musimy traktować je kwantowo.